# Gnaeus Arrius Antoninus
Gnaeus Arrius Antoninus war ein römischer Politiker und Senator im 1. Jahrhundert n. Chr.
Antoninus wurde noch unter Kaiser Nero zum Suffektkonsul des Jahres 69, für die Monate Juli bis September, bestimmt. Unter Kaiser Vitellius konnte Antoninus dann das Suffektkonsulat zusammen mit Aulus Marius Celsus antreten. Um das Jahr 81 war Antoninus Prokonsul von Asia. Der zweite Suffektkonsulat fiel mit großer Wahrscheinlichkeit in das Jahr 97. Antoninus war verheiratet mit Boionia Procilla und Vater der Arria Fadilla und Großvater des späteren Kaisers Antoninus Pius. Antoninus war Dichter griechischer Epigramme und Jamben.